# Monções (São Paulo)
Monções é um município brasileiro do estado de São Paulo. A cidade tem uma população de 2.132 habitantes (IBGE/2010).

## Demografia

### População
| Crescimento populacional                             | Crescimento populacional | Crescimento populacional | Crescimento populacional |
| Ano                                                  | População Total          |                          | %±                       |
| ---------------------------------------------------- | ------------------------ | ------------------------ | ------------------------ |
| 1970                                                 | 2 500                    |                          | —                        |
| 1980                                                 | 2 413                    |                          | −3,5%                    |
| 1991                                                 | 2 108                    |                          | −12,6%                   |
| 2000                                                 | 2 055                    |                          | −2,5%                    |
| 2010                                                 | 2 132                    |                          | 3,7%                     |
| 2022                                                 | 1 937                    |                          | −9,1%                    |
| Est. 2024                                            | 1 954                    | [ 4 ]                    | 0,9%                     |
| Fontes: Censos Demográficos IBGE e Estimativas SEADE |                          |                          |                          |

### Dados demográficos
Dados do Censo - 2010
População Total: 2.132
- Urbana: 1.836
- Rural: 296
- Homens: 1.101[8]
- Mulheres: 1.031

Densidade demográfica (hab./km²): 19,67
Dados do Censo - 2000
Mortalidade infantil até 1 ano (por mil): 12,19
Expectativa de vida (anos): 73,31
Taxa de fecundidade (filhos por mulher): 2,11
Taxa de Alfabetização: 84,08%
Índice de Desenvolvimento Humano (IDH-M): 0,771
- IDH-M Renda: 0,672
- IDH-M Longevidade: 0,805
- IDH-M Educação: 0,837

(Fonte: IPEADATA)

## Geografia
Localiza-se a uma latitude 20°51'01" sul e a uma longitude 50°05'30" oeste, estando a uma altitude de 406 metros. Possui uma área de 104,2 km².

### Hidrografia
- Ribeirão Mato Grossense*

### Rodovias
- SP-461

## Infraestrutura

### Comunicações
O sistema de telefones automáticos foi inaugurado na cidade em 1985 pela Telecomunicações de São Paulo (TELESP), que também implantou o sistema de discagem direta à distância (DDD) em 1989 com o código de área (0174). Anteriormente a cidade era atendida pela Companhia de Telecomunicações do Estado de São Paulo (COTESP).
Na década de 90 o código DDD da cidade foi alterado para (017), para padronização do sistema telefônico com a telefonia celular que estava sendo implantada em todo o estado.

## Administração
- Prefeito:  Douglas Antônio Honorato (2017/2020)
- Vice-prefeito: Valtolino Valdir Maria Alves (2017/2020)
- Presidente da câmara: Clóvis Barbosa de Andrade (1 de janeiro de 2017 à 31 de dezembro de 2018)

## Religião
O Cristianismo se faz presente na cidade da seguinte forma:

### Igreja Católica
- A igreja faz parte da Diocese de Votuporanga.[13]

### Igrejas Evangélicas
- Assembleia de Deus Ministério do Belém.[14][15]
- Congregação Cristã no Brasil.[16]